# Cylindromyia simplex
Cylindromyia simplex là một loài ruồi trong họ Tachinidae.